# Prudential Financial

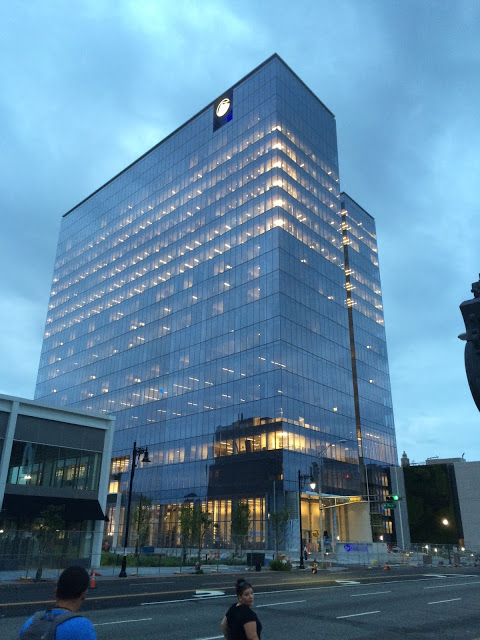
Zentrale in Newark

Prudential Financial, Inc. ist ein US-amerikanisches Versicherungs- und Finanzunternehmen mit Sitz in Newark im US-Bundesstaat New Jersey. Das 1875 gegründete Unternehmen ist im Aktienindex S&P 500 gelistet. Prudential Financial wird von John Strangfeld geleitet und beschäftigte 2017 rund 49.000 Mitarbeiter. 1981 erwarb Prudential Financial das US-amerikanische Unternehmen Bache & Co. Das Firmenlogo stellt den Felsen von Gibraltar dar.
Das Unternehmen ist nicht mit dem britischen Unternehmen Prudential plc zu verwechseln.
In den Forbes Global 2000 der größten börsennotierten Unternehmen belegt Prudential Financial 2021 Platz 418. Das Unternehmen kam Mitte 2021 auf einen Börsenwert von ca. 39 Mrd. US-Dollar.

## Aktionärsstruktur
Folgende Anteilseigner mit größeren Anteilen waren per 31. März 2025 publiziert:
| Aktionär                   | Aktien | Datum        | %       | Wert (USD)    |
| -------------------------- | ------ | ------------ | ------- | ------------- |
| Vanguard Group             | 41.9M  | Mar 31, 2025 | 11,84 % | 4,353,584,408 |
| BlackRock Inc              | 32.68M | Mar 31, 2025 | 9,23 %  | 3,395,035,722 |
| State Street Corporation   | 17.22M | Mar 31, 2025 | 4,86 %  | 1,789,066,282 |
| Geode Capital Management   | 9.24M  | Mar 31, 2025 | 2,61 %  | 959,882,138   |
| Morgan Stanley             | 6.17M  | Mar 31, 2025 | 1,74 %  | 641,218,028   |
| Northern Trust Corporation | 4.5M   | Mar 31, 2025 | 1,27 %  | 467,052,741   |
| Invesco Ltd.               | 4.44M  | Mar 31, 2025 | 1,25 %  | 461,316,318   |
| Dimensional Fund Advisors  | 3.93M  | Mar 31, 2025 | 1,11 %  | 408,449,296   |
| Goldman Sachs Group        | 3.81M  | Mar 31, 2025 | 1,08 %  | 396,155,432   |
| UBS AM                     | 3.38M  | Mar 31, 2025 | 0,95 %  | 351,015,245   |